# Tropas Aerotransportadas de la Unión Soviética
Las Tropas Aerotransportadas (en ruso: Воздушно-десантные войска, Vozdushno-desántniye voiská), abreviado VDV (en alfabeto cirílico: ВДВ), fueron un cuerpo militar soviético.

## Historia

### Los orígenes
La primera vez que la Unión Soviética hizo uso de tropas aerotransportadas en una acción de combate fue en la primavera de 1929, cuando quince paracaidistas del Ejército Rojo aterrizaron en la ciudad tayika de Garm, que se encontraba rodeada por guerrillas Basmachí. Con la ayuda de la población local, los paracaidistas consiguieron expulsar a los guerrilleros.

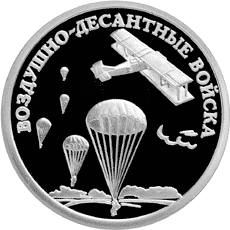
Moneda conmemorativa en la que se pueden ver varios paracaidistas saltando desde un Farman Goliath.

El 2 de agosto de 1930 la Fuerza Aérea realiza un ejercicio en el aeródromo de Vorónezh. En este, un avión Farman Goliath efectuó dos vuelos consecutivos para lanzar sendos grupos de seis paracaidistas completamente armados que aterrizaron detrás de unas imaginarias líneas enemigas, demostrando así las posibilidades tácticas que tenían este tipo de unidades. Con este ejercicio se crean las Tropas Aerotransportadas del RKKA (en ruso: Воздушно-десантные войска РККА, Vozdushno-Desántniye Voiská RKKA).
En 1934 las VDV ya contaban con cuatro brigadas, con un total de 8.000 hombres. Su presentación mundial tuvo lugar un año más tarde en Kiev, cuando 1.500 paracaidistas saltaron ante la mirada de numerosas delegaciones militares extranjeras, hecho que impulsó el desarrollo de unidades como los Fallschirmjäger alemanes o las divisiones aerotransportadas 101.ª y 82.ª estadounidenses. En 1938 el número de brigadas pasó a seis y el de efectivos a 18.000.
La primera acción bélica de las Tropas Aerotransportadas fue la batalla de Khalkhin Gol contra los japoneses, donde intervino la brigada 212, en julio de 1939. Las brigadas 201, 204 y 214 también intervinieron en agosto en la invasión de Polonia, aunque los primeros saltos a gran escala no fueron hasta noviembre, cuando estas mismas unidades atacaron la infantería finesa por detrás de sus líneas en la Guerra de Invierno. Los éxitos en estas acciones, unidos a los de los Fallschirmjäger alemanes en el este de Europa, contribuyeron a que las cinco brigadas situadas en la Rusia europea pasasen a tener la categoría de cuerpos.

### La Gran Guerra Patria

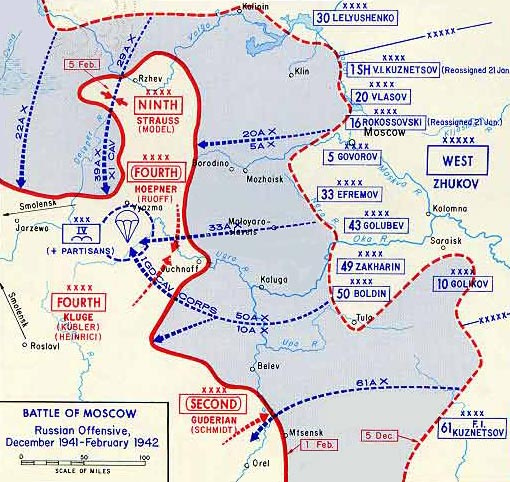
Mapa de la contraofensiva soviética durante la Batalla de Moscú. Se puede observar la zona de aterrizaje del IV Cuerpo Aerotransportado cerca de Viazma.

Al entrar la URSS en la Segunda Guerra Mundial en junio de 1941, las VDV se vieron obligadas a actuar simplemente como infantería de élite debido a la falta de aviones de transporte tras los bombardeos de la Luftwaffe, siendo necesario el uso de aeronaves civiles de Aeroflot.
La operación más destacada durante el conflicto fue llevada a cabo por el IV Cuerpo Aerotransportado. El 27 de enero de 1942 se inició una serie de saltos nocturnos tras las líneas alemanas al suroeste de la ciudad de Viazma. La operación no se desarrolló del todo bien, ya que tras seis noches de saltos tan solo 2.100 hombres (de un total de 10.000 que formaban el cuerpo) llegaron a saltar y muchos de ellos aterrizaron a varios kilómetros de la zona prevista debido a las malas condiciones climatológicas y la inexperiencia de los pilotos en vuelo nocturno. A pesar de esta situación, los paracaidistas consiguieron cumplir con su objetivo de interrumpir las líneas de comunicación enemigas durante tres semanas, aunque esto pudo llevarse a cabo gracias a su conexión con el I Cuerpo de Caballería el 6 de febrero.
Pese al fracaso, el alto mando soviético decidió convertir los cuerpos en Divisiones de Guardias Fusileros y más tarde en Divisiones Aerotransportadas de Guardias. Las VDV sirvieron también como unidades de refuerzo en la batalla de Stalingrado y en Manchuria. Debido a su valor, todas unidades de las Tropas Aerotransportadas recibieron el título de Guardias Soviéticos y a 296 de sus miembros se les concedió el título de Héroe de la Unión Soviética.

### El desarrollo de Marguélov
En 1946 las VDV pasaron a estar bajo control directo del Ministerio de Defensa y su importancia descendió. Durante este periodo se analizó minuciosamente el papel que habían jugado las fuerzas aerotransportadas de ambos bandos durante la guerra. En 1954 las Tropas Aerotransportadas pasaron a formar parte de las Fuerzas Terrestres y el encargado de dirigirlas fue Vasili Marguélov, un oficial condecorado como Héroe de la Unión Soviética en la Segunda Guerra Mundial. Gracias a Marguélov las VDV experimentaron un importante desarrollo técnico, empezando por la obtención de aviones Antonov An-8 en 1955 y Antonov An-12 en 1964, lo cual suponía un gran avance respecto a los anteriores Lisunov Li-2 y Tupolev Tu-4.

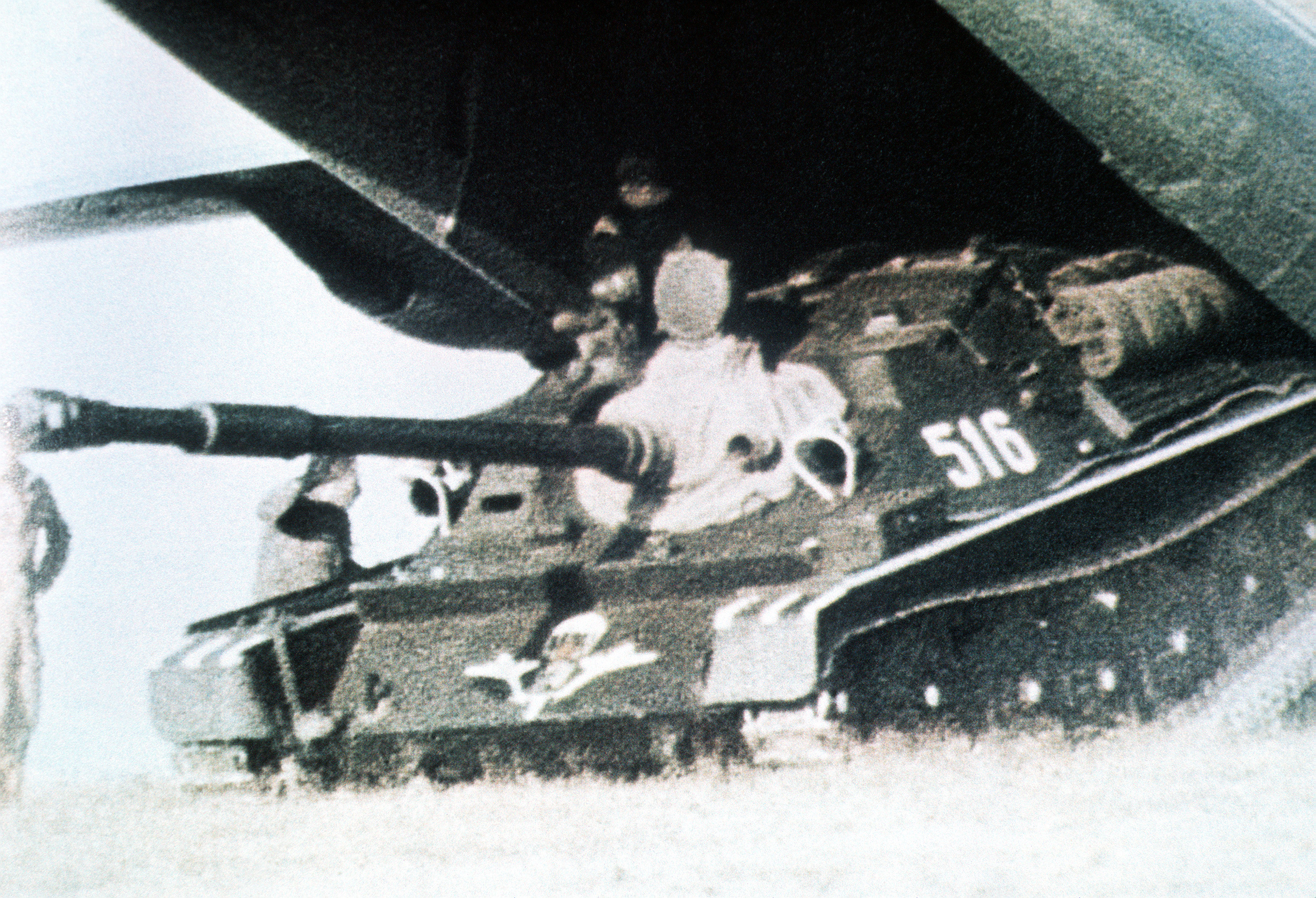
ASU-85 desembarcando de un Antonov An-12.

Para solucionar el problema de la debilidad frente la artillería enemiga se introdujo armamento antitanque, como los lanzagranadas RPG-1 (una copia del Panzerfaust alemán) y RPG-2 y cañones autopropulsados ASU-57 y ASU-85.
A consecuencia de la Crisis de los misiles de Cuba, el Politburó decidió en 1964 que las Tropas Aerotransportadas volvieran de nuevo al control directo del Ministerio de Defensa como una fuerza especial del Alto Mando Soviético. De esta manera se quería potenciar la capacidad de las VDV para ser desplegadas rápidamente en el extranjero.
Esta capacidad se puso en práctica en 1968 cuando la 103.ª División Aerotransportada participó en la Operación Danubio, la invasión de Checoslovaquia por el Pacto de Varsovia que daría fin a la Primavera de Praga. En la noche del 20 de agosto un Antonov An-24 de Aeroflot realizó un aterrizaje no previsto en el Aeropuerto de Ruzyně, y poco antes de la madrugada otro avión hizo lo mismo. Al mismo tiempo que las tropas del Pacto de Varsovia cruzaban la frontera checoslovaca en la madrugada del 20 de agosto, varios Spetsnaz GRU vestidos de civiles tomaron el control del aeropuerto. A las 2:00 y escoltados por cazas MiG-21, dos Antonov An-12 con 180 soldados de las VDV aterrizaron y aseguraron el aeropuerto. Una vez hecho esto, cinco escuadrones de An-12 fueron aterrizando en el aeropuerto para desembarcar tropas, transportes blindados y cañones ASU-85. Estos últimos se usaron para sitiar el palacio presidencial en Praga.

### La guerra de Afganistán

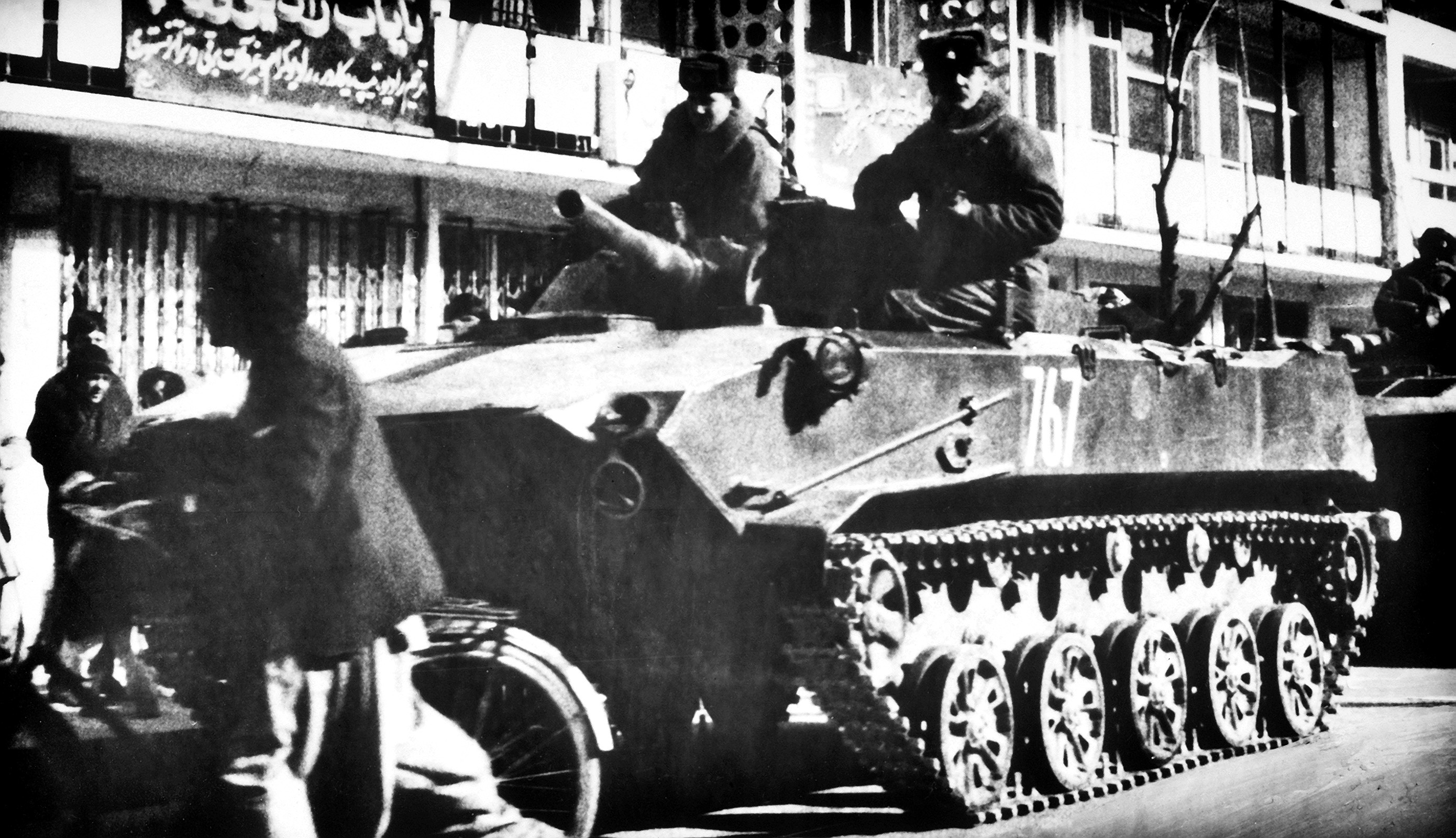
Un BMD-1 en Afganistán.

Las Tropas Aerotransportadas jugaron un rol importante desde el inicio del conflicto. Tras el acuerdo entre la Unión Soviética y Afganistán en diciembre de 1978, el gobierno de Nur Mohammad Taraki pidió el envío de tropas soviéticas para defenderse de los muyahidines, las cuales llegaron el 16 de junio de 1978. El 7 de julio llegó un primer batallón de las VDV vestido de civil, el cual fue asignado a la protección de Taraki.
El 10 de diciembre el Estado Mayor soviético recibió la orden de preparar el lanzamiento en paracaídas de una división aerotransportada, la cual formaría parte del llamado 40.º Ejército. Aunque estaba previsto que los aeródromos de Kabul y Bagram fuesen capturados por sendos batallones paracaidistas, las fuerzas de seguridad de ambos fueron neutralizadas mucho antes, de tal manera que las Tropas Aerotransportadas solo necesitaron aterrizar y desembarcar. El 24 de diciembre la 103.ª División Aerotransportada empezó a llegar a Kabul, mientras que el 345.º Regimiento Separado Paracaidista lo hizo en Bagram. El 27 de diciembre la mayor parte de la división ya había aterrizado, y a las 7:30 de la tarde ya había tomado los lugares clave de Kabul. Ese mismo día el presidente de la Afganistán, Hafizullah Amín, fue asesinado tras el asalto al palacio presidencial por las tropas de las VDV y spetsnaz del KGB.
A pesar de que la peculiaridad de las Tropas Aerotransportadas son los saltos en paracaídas, en Afganistán no se pusieron en práctica, sino que se realizaron con frecuencia asaltos aéreos en helicóptero, lo cual resultaba útil para lanzar ataques por sorpresa contra las guerrillas. A pesar de esta ventaja, el terreno afgano dificultaba en muchas ocasiones el uso de vehículos como los BMD-1. En cambio, en misiones como la escolta de convoyes sí podía emplearse este tipo de blindados, e incluso otros de mayor tamaño, como los BMP o los BTR.
Tanto las VDV como las fuerzas de Asalto Aéreo fueron las responsables de la mayor parte de las acciones ofensivas realizadas durante la guerra, obteniendo numerosas condecoraciones y convirtiéndose muchos de sus miembros en los oficiales de alta graduación de las Fuerzas Armadas durante los años posteriores.

### Disolución de las Fuerzas Armadas Soviéticas

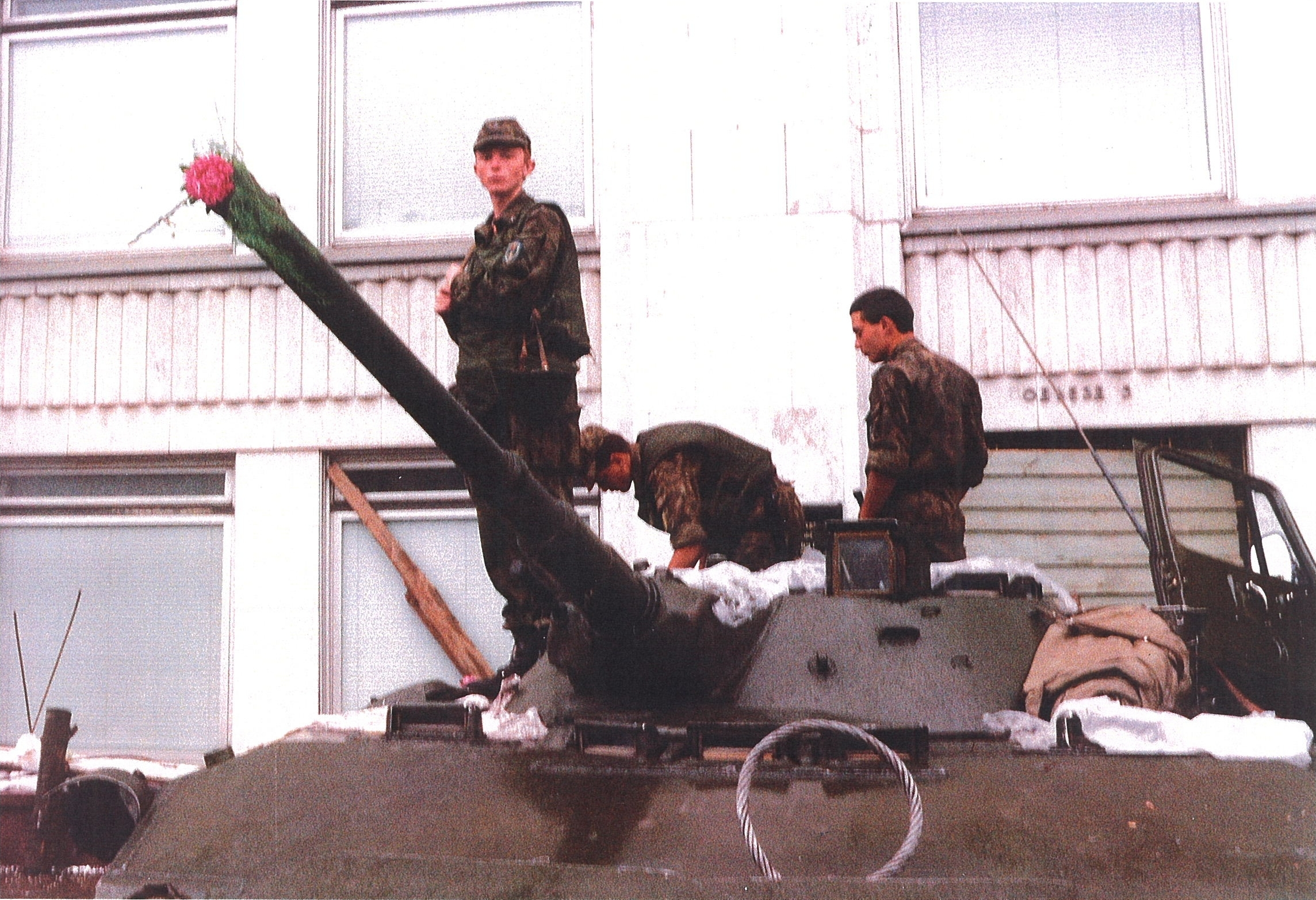
Paracaidistas sobre un BMD-1 durante el intento de golpe de Estado de agosto de 1991.

Durante el Golpe de Agosto de 1991 el comandante de las Tropas Aerotransportadas Pavel Grachov tuvo un papel destacado al jugar a dos bandas. Aparentemente seguía las órdenes que recibía del ministro de defensa Dmitri Yázov, uno de los golpistas del GKChP, pero actuando en realidad a favor del presidente de la RSFS de Rusia Borís Yeltsin (con quien mantenía una relación de amistad desde hacía unos meses). El subcomandante de las VDV Aleksandr Lebed se dirigía hacia Moscú desde Tula con un regimiento de la 106ª División Aerotransportada cuando recibió por parte de Grachov la orden de dirigirse a la Casa Blanca, donde se reunió con Yeltsin y se puso a su disposición. Mientras que el ministro Yázov ordenaba el despliegue de unidades aerotransportadas hacia Moscú para apoyar el asalto a la Casa Blanca, Grachov retrasaba el despliegue de los vuelos bajo el pretexto de mal tiempo, los dirigía a otros aeropuertos o los hacía marchar lentamente por la autopista de circunvalación moscovita.
Tras la disolución de la URSS el 25 de diciembre de 1991 las Fuerzas Armadas Soviéticas trasladaron su lealtad a la recién creada Comunidad de Estados Independientes (CEI), pero siguiendo de facto a las órdenes del ministro de defensa soviético Yevgueni Sháposhnikov.
En los meses siguientes los Estados miembros de la CEI realizaron diversas cumbres para abordar la nueva situación en materia militar. En la cumbre de Minsk del 14 de febrero de 1992 se firmó la creación de las Fuerzas Armadas de la Comunidad de Estados Independientes, un ejército común que sustituyó al soviético, con Yevgueni Sháposhnikov como comandante en jefe. Ucrania, Moldavia y Azerbaiyán rechazaron el acuerdo.
La creación de nuevas fuerzas armadas independientes por parte de los estados postsoviéticos, incluyendo Rusia, hizo que las Fuerzas Armadas de la CEI perdieran cada vez más su razón de ser, hasta que el puesto de Sháposhnikov fue finalmente abolido en 1993.
Las diferentes unidades que formaban las VDV se dividieron entre los nuevos estados. Las Tropas Aerotransportadas de Rusia asumieron cinco divisiones (7.ª, 76.ª, 98.ª, 104.ª y 106.ª), mientras que Bielorrusia recibió una (103.ª).

## Estructura
En 1989 existían seis divisiones subordinadas directamente al mando central de las Tropas Aerotransportadas:
| Unidad                          | Cuartel general                | Situación actual                                                                    |
| ------------------------------- | ------------------------------ | ----------------------------------------------------------------------------------- |
| 7ª División Aerotransportada    | Kaunas ( RSS de Lituania)      | Activa en las Tropas Aerotransportadas de Rusia                                     |
| 76ª División Aerotransportada   | Pskov ( RSFS de Rusia)         | Activa en las Tropas Aerotransportadas de Rusia                                     |
| 98ª División Aerotransportada   | Bolhrad ( RSS de Ucrania)      | Activa en las Tropas Aerotransportadas de Rusia                                     |
| 103.ª División Aerotransportada | Vitebsk ( RSS de Bielorrusia)  | Activa en las Fuerzas Especiales de Bielorrusia como 103.ª Brigada Aerotransportada |
| 104ª División Aerotransportada  | Kirovabad ( RSS de Azerbaiyán) | Activa en las Tropas Aerotransportadas de Rusia como 31ª Brigada de Asalto Aéreo    |
| 106ª División Aerotransportada  | Tula ( RSFS de Rusia)          | Activa en las Tropas Aerotransportadas de Rusia                                     |

## Comandantes

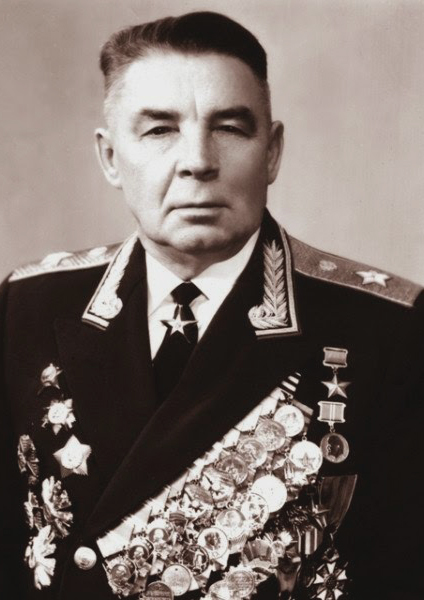
Vasili Marguélov, fue el comandante de las Tropas Aerotransportadas que ocupó este cargo durante mayor tiempo, de 1954 a 1959 y de 1961 a 1978.

Los comandantes de las VDV a lo largo de la historia son los siguientes:
| Rango                | Nombre                             | Desde              | Hasta             |
| -------------------- | ---------------------------------- | ------------------ | ----------------- |
| Teniente General     | Vasili Afanásevich Glazunov        | septiembre de 1941 | junio de 1943     |
| Mayor General        | Aleksandr Gueórguiyevich Kapitojin | junio de 1943      | agosto de 1944    |
| Teniente General     | Iván Ivánovich Zatevajin           | agosto de 1944     | enero de 1946     |
| Coronel General      | Vasili Vasílievich Glagólev        | 1946               | 1947              |
| Teniente General     | Aleksandr Fiódorovich Kazankin     | octubre de 1947    | diciembre de 1948 |
| Teniente General     | Aleksandr Fiódorovich Kazankin     | enero de 1950      | marzo de 1950     |
| Mariscal de Aviación | Serguéi Ignátievich Rudenko        | 1948               | 1950              |
| General de Ejército  | Aleksandr Vasílievich Gorbátov     | 1950               | 1954              |
| General de Ejército  | Vasili Filípovich Marguélov        | 1954               | 1959              |
| General de Ejército  | Vasili Filípovich Marguélov        | 1961               | enero de 1979     |
| Coronel General      | Iván Vasílievich Tutárinov         | marzo de 1959      | julio de 1961     |
| General de Ejército  | Dmitri Semiónovich Sujorúkov       | diciembre de 1978  | julio de 1987     |
| Coronel General      | Nikolái Vasílievich Kalinin        | agosto de 1987     | enero de 1989     |
| Coronel General      | Vladislav Alekséyevich Achalov     | enero de 1989      | diciembre de 1990 |
| General de Ejército  | Pável Serguéievich Grachov         | enero de 1991      | agosto de 1991    |
| Coronel General      | Yevgueni Nikoláyevich Podkolzin    | agosto de 1991     | diciembre de 1996 |